# 岡本健 (裁判官)
岡本 健（おかもと たけし、1932年〈昭和7年〉12月18日 - ）は、日本の裁判官。死者79人の天六ガス爆発事故で大阪市営地下鉄側に有罪判決を言い渡した裁判長。イクメンシングルファーザー判事として子育てを両立、大阪高裁の部総括判事（部長）を還暦で依願退官し板前に転身、裁判所の近くに居酒屋を開き話題となった。

## 略歴
1932年（昭和7年）大阪府大阪市北区天満生まれ。大阪府立清水谷高等学校、京都大学法学部を卒業。京大に在学中の1954年（昭和29年）司法試験に合格し1957年から大阪、神戸、札幌などの地方裁判所や高等裁判所で主に刑事事件を担当する。
1985年（昭和60年）大阪地裁の刑事部部総括判事の時、都市災害史上最大の惨事といわれる天六ガス爆発事故（死者79人・重軽傷者420人）の刑事裁判を担当。「手抜き工事が原因」と断定し、大阪市営地下鉄（大阪市交通局）と工事を請け負った鉄建建設ら8人に対し、裁判長として有罪判決を言い渡した。なお、この爆発事故を契機としてガス事業法省令77条・78条で「掘削により周囲が露出することとなった導管の防護」が制定された。
その後、神戸地裁や札幌高裁の部総括判事などを経て、1991年（平成3年）大阪高裁刑事部総括判事。1993年還暦を機に依願退官し辻学園調理技術専門学校（辻調）に入学。卒業後に則武康夫（日本調理師会会長）に弟子入り、則武の料理店「大阪料理のりたけ」（北新地）で半年間板前として修業した後、1994年9月、大阪地裁・高裁の合同庁舎の近くのビルに居酒屋「一品酒房ぱる」を開いた。

## 人物
幼少期から物理学者を目指していたが、清水谷高校の時に「交際中の女性と結婚するつもりで、プロポーズ条件を早く整えようと思っ」て進路を裁判官に変更した。その彼女に「結局、ふられましたけど」。
裁判官として36年間、「分かりやすい裁判」と「被告との『一瞬の心のふれあい』を大切に」心がけてきた。例えば、証人出廷した被告の内妻の赤ちゃんを被告に抱かせ、証人・被告の心を解きほぐしたり、被告を傍聴席にいる両親の方に向かせ「二度と犯罪を繰り返さない」と誓わせて執行猶予付き判決を言い渡したりもした。
ただ、50代の後半となり気力の衰えを感じ、「すがる思いで控訴してきた被告に『棄却』を言い渡すとき、心の痛みが薄れてきた」慣れの怖さに「そろそろ、潮時かなと」思い、定年5年前の1993年（平成5年）4月2日、大阪高裁刑事部総括判事を依願退官した。
退官後に弁護士や公証人、大学教授となる法曹界で、岡本が料理人の道を選んだ背景に、20年間続けた「裁判官と子育ての両立」があった。長年、妻が別居したままで、妻に離婚を求めても受け入れられず「法的に決着をつけないかん」が「自分の管轄区域で裁判することに抵抗があった」。一方、岡本の手料理を食べて喜ぶ小学生の息子2人の姿が嬉しくて「直接、人に喜んでもらえる仕事をしたくなった」。
辻調で高卒生400人と一緒に料理を学び、「トップ賞」で卒業。努力を続け、難しいハモの骨切りまでこなせるようになった。「（判事の頃に比べて）拘束時間は長くなったが、（料理人になって）精神的には解き放たれた」。得意な料理は魚の焼き物で、英語で「仲間」を意味する「ぱる」と名付けた居酒屋の店内に大好きな音楽スイングジャズを流す。
何事も「一生懸命の人」で、61歳で初めて自動車運転免許も取得、タップダンスも始める。2003年勲二等瑞宝章。

## 経歴
- 1957年（昭和32年）4月6日 - 札幌家裁地裁判事補
- 1958年4月10日 - 札幌地家裁判事補
- 1959年4月20日 - 大阪地家裁判事補
- 1962年4月10日 - 神戸地家裁豊岡支部判事補
- 1965年4月20日 - 大阪地家裁判事補
- 1967年4月6日 - 大阪地家裁判事
- 1968年8月31日 - 大阪家地裁堺支部判事
- 1972年4月1日 - 神戸家地裁明石支部判事
- 1975年4月1日 - 大阪高裁判事
- 1978年1月10日 - 大阪地裁第13刑事部部総括判事
- 1979年4月1日 - 大阪地裁第3刑事部部総括判事
- 1984年4月1日 - 神戸地裁第1刑事部部総括判事
- 1988年4月1日 - 札幌高裁刑事部部総括判事
- 1991年（平成3年）4月1日 - 大阪高裁第4刑事部部総括判事[4]
- 1993年4月2日 - 4刑部総括を依願退官

## 著書
- 『今やらんとあかんのや　人生は百回でもやり直しがきく』（PHP研究所、2004年）